# Yliopistonkatu (Tampere)
Pour les articles homonymes, voir Yliopistonkatu.
La rue de l'université (finnois : Yliopistonkatu) est une rue du quartier de Tulli à Tampere en Finlande.

## Présentation
La rue est le prolongement vers le sud de la rue Tammelan puistokatu.
Elle part de la rue Itsenäisyydenkatu et s'étend au sud jusqu'à Kalevantie. 
Elle mesure 400 mètres de long. 
À l'est de la rue de l'université se trouvent le parc Sorsapuisto et la Maison de Tampere, un centre de concerts et de congrès achevé en 1990.
À l'origine, la rue n'était que la partie sud de la rue Tammelan puistokatu, mais en 1984, elle a été nommée Yliopistonkatu pour le soixantième anniversaire de l'université de Tampere.
Le campus universitaire est situé à l'extrémité sud de la rue de l'autre côté de Kalevantie.